# Pyrone

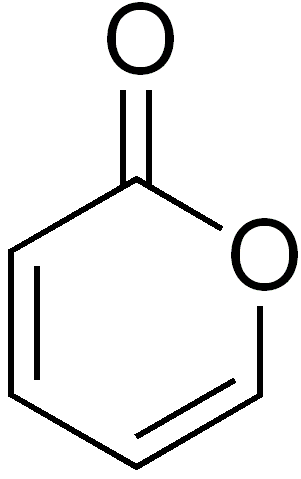
2-Pyron (α-Pyron)
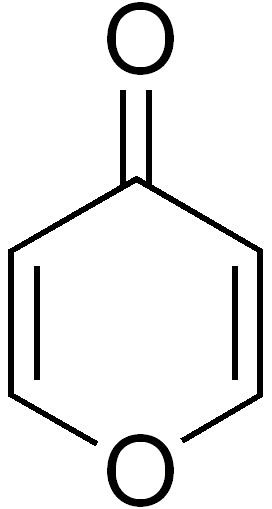
4-Pyron (γ-Pyron)

Pyrone oder Pyranone sind eine Gruppe cyclischer chemischer Verbindungen aus der Gruppe der sauerstoffhaltigen Heterocyclen.
Pyrone enthalten einen ungesättigten Sechsring mit einem Sauerstoffatom und einer Ketogruppe. Es existieren zwei isomere Verbindungen: 2-Pyron und 4-Pyron. Die 2-Pyron-Struktur kommt in der Natur als Teil des Cumarin-Ringsystems und als Teil mehrerer bakterieller Signalmoleküle vor. 4-Pyron kommt ebenfalls in einigen natürlichen chemischen Verbindungen wie Maltol, Kojisäure und Flavonoiden vor.
Die 4-Pyron-Struktur ist ein Bestandteil der Mekonsäure. Die Biosynthese erfolgt aus Phenylalanin oder Tyrosin.